# Eugénie Loutchinsky
Eugénie Loutchinsky (en Russe Лучинская Евгения Карловна, Loutchinskaya Evgenia Karlovna), née Andersson le 7/19 novembre (calendriers Julien / Grégorien) 1878 à Saint-Pétersbourg et morte le 12 avril 1974 à Ixelles, est une artiste peintre russe, particulièrement reconnue pour son talent de portraitiste. Elle s'établit définitivement en Belgique en 1936 après un exil qui l'a menée à travers plusieurs pays européens, notamment la Finlande, la France, l'Espagne et la Pologne.

## Biographie

### Origine et formation
Eugénie Loutchinsky est la fille de Karl Karlovich Andersson (ru) (1824–1887), architecte pétersbourgeois d'origine suédoise, et d'Anna Efimovna Volkoff (1838–1905).
Benjamine d'une fratrie de huit enfants, elle est diplômée de l'Institut Smolny pour jeunes filles nobles de Saint-Pétersbourg (ru) en 1897.
En 1900-1901, elle poursuit des études de peinture à Berne, avant de devenir membre de la Société des artistes de Saint-Pétersbourg (ru) (de 1904 à 1917).
Elle participe notamment en 1913 et 1914 aux XXIe et XXIIIe expositions à Saint-Pétersbourg et Moscou avec 3 ou 4 tableaux à chacune des expositions,,.

### Premiers voyages
Au début du XXe siècle, Eugénie accompagne régulièrement sa nièce, Marie Viktorovna Bounine (pl) (1887–1968), lors de voyages thérapeutiques à travers l'Europe, notamment en Italie, où le climat est particulièrement favorable pour traiter les séquelles de la scarlatine que Marie avait contractée dans son enfance.
Ces voyages permettent non seulement à Eugénie de perfectionner son art, mais ils sont aussi l'occasion de rencontrer l'intelligentsia russe de l'époque, pour qui « le voyage en Italie » est presque un incontournable.
C'est d'ailleurs lors d'un trajet en train entre Rome et Naples, en 1907, qu'Eugénie et sa nièce font la connaissance du poète polonais Jan Kasprowicz (1860-1926). Celui-ci épousera Marie en 1911.

### Vie personnelle et mariage
En 1908, Eugénie épouse Basile Alexandrovich Loutchinsky (1868-1941), avec qui elle aura un fils, Cyrille, en 1910.
Toutefois, le mariage est rapidement mis à l'épreuve en raison de divergences de personnalités et de l'attirance d'Eugénie pour l'artiste polonais Władysław Jarocki (1879-1965) rencontré lors d'un séjour chez sa nièce en Pologne.
Bien qu'ils finiront par se séparer, Eugénie et Basile resteront toutefois en bons termes et ne divorceront jamais.

### Exil en Finlande
Au moment de la révolution russe de 1917, Eugénie et sa famille vivent à Serdobol (aujourd'hui Sortavala), en Carélie. Après la révolution, la région est intégrée à la nouvelle Finlande indépendante, ce qui les laisse exilés dans leur propre maison.
Comme beaucoup de Russes vivant en Finlande à cette époque, Eugénie aspire à quitter le pays car les anciens représentants de la puissance dominante ne sont plus très bien tolérés. Cependant, retourner dans une Russie désormais bolchévique est impossible. De plus, les Russes se trouvant en dehors des nouvelles frontières de la Russie ayant été déchus de leur nationalité par le régime bolchévique en décembre 1921, ils ne peuvent plus voyager, faute de passeport en règle. Or, depuis la Première Guerre mondiale, les États ont rétabli des contrôles stricts aux frontières, rendant les déplacements impossible sans ce document.
Malgré ces obstacles, Eugénie continue de peindre en attendant de trouver une solution. Elle organise deux expositions, dans la galerie Hörhammer (fi) à Helsingfors (aujourd’hui Helsinki) en 1923 et à Vyborg, se faisant connaître comme portraitiste.

### Installation à Paris et premiers succès
En 1924, après avoir obtenu un passeport Nansen, Eugénie s'installe à Paris, afin de se rapprocher des courants artistiques du moment et de perfectionner son art du portrait.
En octobre 1924, elle se rend aussi en Belgique pour inscrire son fils au collège archiépiscopal de Saint-Jean Berchmans à Anvers afin de lui offrir une bonne éducation.
En 1925, elle figure pour la première fois au Salon des artistes français avec un portrait Tête d'enfant, une aquarelle saluée par la critique (« ... on peut louer tout à la fois la virtuosité d'exécution et l'intensité expressive de la physionomie. »).
Lors de son séjour en Belgique, elle rencontre la famille du sénateur Alphonse Ryckmans (1857-1931) grâce à laquelle elle est choisie pour peindre le portrait du cardinal Désiré-Joseph Mercier (1851-1926), primat de Belgique et l'un des fondateurs de l'œcuménisme.

Portrait du cardinal Mercier par Eugénie Loutchinsky (1925)

Exposé au Salon des Artistes français en 1926, le portrait du cardinal Mercier est aussi très chaleureusement accueilli par la critique (« Une telle œuvre en effet ne se borne pas à nous donner du modèle une superficielle ressemblance, mais fait apparaître à nos yeux son intime personnalité. »).
Faisant la couverture de deux grandes revues artistiques parisiennes de l'époque (Les Artistes d’aujourd’hui et Les Annales), ces deux portraits renforcent sa réputation en tant que portraitiste de talent.

### Itinérances européennes
En juillet 1925, Eugénie se rend pour la première fois en Espagne pour rendre visite à son amie russe Alexandra Grigorievna Rodriguez (1880-?), fille de l'écrivain Grégoire Petrovich Danilevsky (ru) (1829-1890).
Celle-ci habite à Mahón, sur l’île de Minorque, avec son mari José Rodriguez Ramirez (1876-1933), représentant du pouvoir central sur l'île.
Après y avoir passé quelques mois durant lesquels elle réalise plusieurs portraits de notables locaux, elle quitte Minorque pour Palma, sur l'île voisine de Majorque, puis s'installe à Grenade.
Au printemps 1926, elle participe au Salon des beaux-arts à Séville avec quatre portraits d'enfants qui sont autant de succès (« En nuestra exposición presenta cuatro telas, modelos de dibujo y colorido, que representan niños en diferentes actitudes, habiendo sabido llevar al lienzo la psiquis y la vida, en una palabra, del modelo.  Los cuatro cuadros de Eugenia Loutchinsky son otros tantos aciertos, por lo que felicitamos a la artista. »). En juin 1926, elle participe aussi à l'exposition régionale des beaux-arts organisée par le centre artistique de Grenade où elle remporte un "diploma de cooperación".
En mars 1927, elle retourne en Belgique et expose ses œuvres, principalement des portraits et des paysages d'inspiration espagnole, à Anvers. Cette exposition lui vaut d'être reconnue par la presse locale comme « une grande, une très grande artiste. ».
À l’automne de la même année, elle voyage en Pologne pour rendre visite à sa nièce Marie dont le mari Jan Kasprowicz est décédé en août 1926.
Lors de ce séjour, elle rencontre l'artiste polonais Stanislas Ignacy Witkiewicz (1885-1939), qui peint son portrait à deux reprises, désormais conservés au musée Jan Kasprowicz (pl) de Zakopane,.
En 1928, elle se réinstalle à Helsinki où elle expose près de 70 œuvres au Salon Strinberg (fi) durant les mois d'avril et de mai.
Son exposition est appréciée par la critique mais sans grand enthousiasme (« Det är huvudsakligen porträtt och figurmålningar fru Loutschinsky utställer, 'och i dessa visar hon sig vara en skicklig och formellt duktig målarinna. »).
Après une année dans la capitale finlandaise, elle retourne à Paris « ... pour y suivre le cours de ses exploits car l'artiste, ne se reposant jamais, veut accroître sans cesse sa réputation et augmenter un succès bien dû à son superbe et magistral talent. ».
Au printemps 1929, elle figure une troisième (et dernière) fois au Salon des Artistes français avec deux tableaux, une Nature morte et le portrait d'une Andalouse dont la photo est reprise dans le catalogue.

### Période espagnole
À partir de 1931, Eugénie se fixe en Espagne et y restera jusqu'en 1936.
Durant cette période, elle expose à La Casa de Los Tiros (es) à Grenade en 1930 et 1931, à l'Aténéo Mercantil de Valence (es) en 1931, au Circulo de Bellas Artes de Valence (es) en 1933 et 1935, et aux prestigieuses Galeries Laietanes (ca) de Barcelone en 1935 et 1936.
Elle figure aussi au Salon national des beaux-arts de Madrid en 1934 avec une toile El torero de la flordont la critique fera l'éloge (« ... es una soberbia interpretación tan fuertemente decorativa como las de muchos famosos pintores hispanos, pero sin dejar por ello de ser profundamente realista. »).

Las provincias, 9 mars 1933

Encensée par la critique espagnole de l'époque, Eugénie Loutchinsky est l'objet de nombreuses publications élogieuses dans de multiples journaux (El Bien Publico, La Voz de Menorca (es), El Dia, La Correspondencia de Valencia, Las Provincias, Luz (periódico) (es), La Veu de Catalunya, El Diluvio (es), Ultima Hora) et magazines espagnols (Reflejos Revista Andaluza Ilustrado, La Semana Grafica, La Hormiga de Oro (es)).

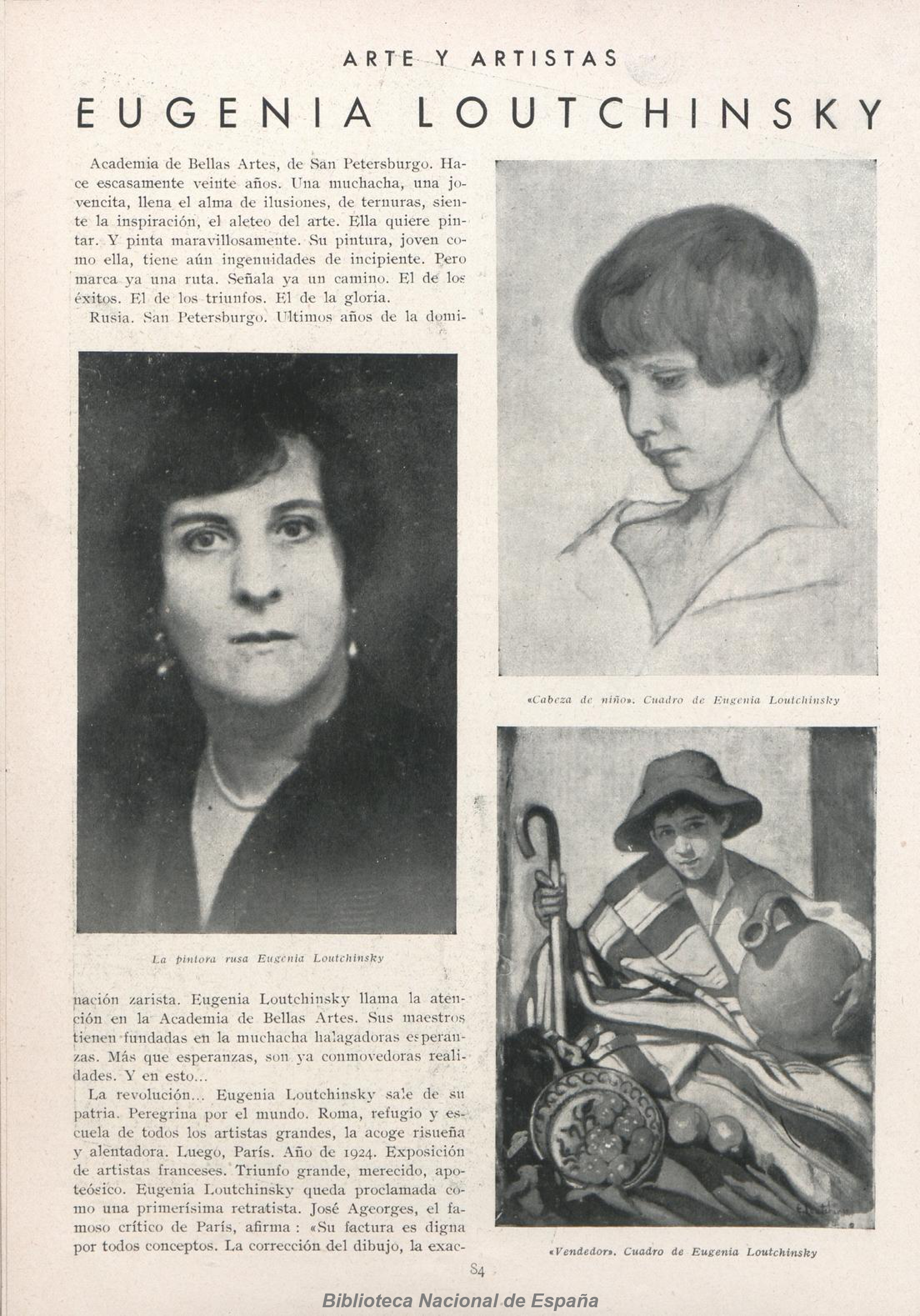
La Hormiga de oro, 23 enero 1936 (p. 84)

En 1933, un article publié en première page du journal La Correspondencia de Valencia la qualifie même de « rusa espanola » pour souligner sa capacité à capturer l'essence de l'Espagne avec une authenticité et une profondeur qui semblent venir de quelqu'un profondément enraciné dans la culture espagnole, alors qu'elle est d’origine russe.
En mai 1936, elle expose le portrait de la célèbre artiste catalane Cecilia A. Màntua (ca) (1905-1974) aux Galeries Laietanes de Barcelone, portrait qui se retrouve aujourd'hui au musée d'histoire de la Catalogne.
Au début de la guerre civile espagnole en 1936, Eugénie est arrêtée par les anarchistes catalans qui découvrent chez elle une lettre du général Franco (1892-1975) dont elle aurait fait le portrait. Libérée grâce à l'intervention du consul de France, elle est expulsée en France dans des circonstances encore inconnues.

### Retour en Belgique
Fin 1936, Eugénie s'établit définitivement en Belgique où elle restera jusqu'à son décès en 1974, demeurant alternativement à Bruxelles, Anvers et Louvain.
Dès son retour en Belgique, elle expose ses œuvres d'inspiration espagnole à la salle Demar de Bruxelles, ce qui lui vaut d'être saluée par le critique de la Nation belge comme « ... une peintre de grand talent. ».
Durant près de 40 ans, elle expose à de très nombreuses reprises en Belgique (galerie L. Dam à Anvers, salle Fonteyn à Louvain, galerie Portenart à Bruxelles), au Luxembourg (galerie Beffa à Luxembourg-ville) et aux Pays-Bas (galerie Loujetzky à La Haye).
Elle participe notamment au Salon des peintres russes organisé à la galerie de la Toison d'Or à Bruxelles deux années de suite, en 1942 et en 1943, ainsi qu’au Salon du portrait belge contemporain organisé au palais des Beaux-Arts de Bruxelles en 1948.
Elle expose également plusieurs fois aux côtés de son compatriote Rostislas Loukine en 1944 (Galerie Royale à Anvers), 1945 (Galerie Portenart à Bruxelles) et 1954 (Mundaneum à Bruxelles).

### Amitiés belges
Durant toute sa vie en Belgique, Eugénie bénéficie du soutien inconditionnel des enfants du sénateur Ryckmans. Parmi eux, le chanoine Gonzague Ryckmans (1887-1969), le gouverneur du Congo Pierre Ryckmans (1891-1959), et l'avocat auprès de la cour d'appel Xavier Ryckmans (1897-1994). Ce dernier lui apporte un soutien précieux pour surmonter les difficultés liées à son statut de réfugiée russe.
Elle se lie aussi d'amitié avec un couple russo-belge vivant à Louvain, Dimitri Znamensky (1897-1939) et son épouse Marie Lecoutere (1899-1973). Après la mort prématurée de Dimitri, l'amitié entre Eugénie et Marie Lecoutere se renforce. La peintre s'installe chez son amie et y réside durant de nombreuses années. En échange de l'hospitalité, Eugénie réalise le portrait des trois fils du couple Znamensky-Lecoutere (Michel, Yvan et Serge) ainsi que ceux de leurs familles respectives. En novembre 1958, Marie Lecoutere organise une fête au célèbre Hôtel Restaurant Le Majestic de Louvain pour célébrer le 80e anniversaire de la peintre réunissant 25 convives.
Tout au long de sa vie en Belgique, Eugénie Loutchinsky parvient à vivre de son art, principalement en réalisant des portraits sur commande pour de nombreuses familles belges. Elle poursuit sa peinture jusqu'à un âge avancé, réalisant aussi des natures mortes, des compositions florales et des paysages urbains.
Eugénie Loutchinsky s'éteint le 17 avril 1974 à Ixelles.

## Style
Eugénie Loutchinsky est principalement reconnue pour son talent de portraitiste. Son travail se distingue par une attention minutieuse aux détails et une capacité à capter l'essence psychologique de ses modèles. Ses œuvres incluent également des paysages et des natures mortes, plus particulièrement des compositions florales.  

## Héritage et postérité
On retrouve des œuvres d'Eugénie Loutchinsky dans de nombreuses collections privées en Belgique, en France et en Espagne, ainsi que dans les institutions suivantes :
- Archives d'État russe de littérature et d'art : esquisse « Venise - Canal »[44]
- Collection CPAS Anvers, ville d’Anvers (Belgique) : portrait d'Alphonse Ryckmans[45]
- Fondation universitaire Åbo Akademi (fi) à Turku (Finlande) : portrait de Sally Kramer[46]
- Grand séminaire de Malines (Belgique) : portrait du cardinal Mercier[47]
- Musée d’histoire de Catalogne à Barcelone (Espagne) : portrait de Cecilia A. Màntua[36]
- Conseil d'Ibiza (Espagne) : portrait d'une jeune femme d'Ibiza[48]
- Musée Jan Kasprowicz (villa Harenda (pl)) à Zakopane (Pologne) : portrait de Marie Kasprowicz (sa nièce née Bounine qui épousa Jan Kasprowicz), portrait de Marie Karlovna Bounine (sa soeur qui épousa le général Victor Ivanovich Bounine), portrait de l'écrivain polonais Michał Choromański (pl), scène "lecture dans le jardin", paysage de Poronin [Note 8]
- Musée du théatre de Varsovie (Pologne) : portrait de Stanisław Ignacy Witkiewicz[49]

En 2021, plusieurs de ses toiles furent présentées lors de l'exposition « Patrimoine russe en Belgique » organisée à la Maison Russe de Bruxelles à l'occasion du 100e anniversaire du début de l'émigration russe blanche.
Du 11 mai au 30 octobre 2022, le musée d'histoire de la Catalogne mit en valeur le portrait qu'Eugénie Loutchinsky réalisa de la journaliste et dramaturge Cecília A. Màntua (1909-1974) dans le cadre de son initiative Museo Presenta destinée à exposer des pièces exceptionnelles et uniques ne figurant pas dans l'exposition permanente.
Au début de l'année 2025, le portrait d'une jeune femme d'Ibiza réalisé par Eugénie Loutchinsky, probablement lors de son séjour sur l'île, fut présenté par le Conseil d'Ibiza durant l'exposition consacrée à ses plus récentes acquisitions.

## Expositions

### Salons
- Société des artistes de Saint-Pétersbourg, Saint-Pétersbourg (Russie) : 1913, 1914/1915
- Société des artistes de Saint-Pétersbourg, Moscou (Russie) : 1913
- Salon des artistes français, Paris (France) : 1925, 1926 et 1929.
- Exposición de bellas artes de primavera, Séville (Espagne) : 1926
- Exposición regional de bellas artes, Grenade (Espagne) : 1926
- Salón permanente de arte, Grenade (Espagne) : 1930
- Exposición nacional de bellas artes, Madrid (Espagne) : 1934
- Salon du portrait belge contemporain, Bruxelles (Belgique) : 1948

### Expositions collectives
- Fomento Gandiense, Valence (Espagne) : 1932
- Federación Industrial y Mercantil, Valence (Espagne) : 1933
- Circulo de Bellas Artes, Valence (Espagne) : 1935
- Galeries Laietanes, Barcelone (Espagne) : 1935 (mai et décembre) et 1936
- Salle Demar, Bruxelles (Belgique) : 1936
- Galerie Loujetzky "Kunst van onze tijd », La Haye (Pays-Bas) : 1939
- Hôtel Central, Liège (Belgique) : 1941
- Salle Toison d'or, Bruxelles (Belgique) : 1942 et 1943
- Galerie Medicis, Bruxelles (Belgique) : 1943
- Galerie Royale, Anvers (Belgique) : 1944
- Studio 26, Bruxelles (Belgique) : 1944
- Galerie Portenart, Bruxelles (Belgique) : 1945, 1954 et 1957
- Mundaneum, Bruxelles (Belgique) : 1954

### Expositions personnelles
- Galerie Hörhammer, Helsinki (Finlande) : 1923
- Salle des fêtes, Anvers (Belgique) : 1927
- Salon Strindberg, Helsinki (Finlande) : 1928
- Casa de los Tiros, Grenade (Espagne) : 1931
- Ateneo Mercantil, Valence (Espagne) : 1931
- Circulo de Bellas Artes, Valence (Espagne) : 1933
- Galerie L. Dam, Anvers (Belgique) : 1937, 1939, 1941 et 1952
- Salle Fonteyn, Louvain (Belgique) : 1938 et 1939
- Petite salle du théâtre, Courtrai (Belgique) : 1938
- Galerie Portenart, Bruxelles (Belgique) : 1943, 1944 et 1946
- Salle Kempen, Anvers (Belgique) : 1947
- Musée communal, Louvain (Belgique) : 1947, 1953 et 1955
- Galerie Beffa, Luxembourg ville (Luxembourg) : 1955 et 1957
- Digue de mer 120, Knokke-Heist (Belgique) : 1957

## Réception critique
- À propos des deux portraits (Tête d'enfant et Cardinal Mercier) présentés lors du Salon des artistes français en 1925 et 1926 : « La peintre mérite ce succès ; car sa facture en est digne à tous égards. La correction de son dessin, l'exactitude de sa couleur et sa parfaite exécution en font une artiste remarquable. Saisissant avec adresse la ressemblance, elle est supérieure dans l'expression de l'enfance, ce qui est rare et difficile à cause de la mobilité des traits et de l'absence pour ainsi dire de pose de cet âge toujours en mouvement ; mais ces difficultés ne sont pas pour embarrasser cette artiste très sûre d'elle-même et de ses possibilités picturales »[53].
- À propos de son exposition à Valence en 1933 au Circulo de bellas artes: « Porque (y este es el secreto del hermoso arte de madame Loutchinsky), ella pone toda su técnica al servicio de la emoción, y al resolver todos los problemas de luz, de escorzo, de coloraciones, lo hace llevada del sentimiento que en su intenso temperamento de artista despertó lo que veía. »[54].
- « Una rusa española que pinta las cosas de España con un sabor de la tierra nuestra que asusta y una elegancia que trae de los tapices del mundo que enamora. »[34]